# Святі-кросдресери
Святі-кросдресери[уточнити переклад] (англ. cross-dressing saints), святі-трансгендери[уточнити переклад] (transgender saints)) — терміни, які використовують науковці, характеризуючи християнських святих, що тривалий час жили у подобі осіб протилежної статі. Часто вони жили таким життям аж до самої смерті, зазвичай через зовнішні загрози (примусове одруження, переслідування) чи мирські спокуси, і правда щодо їх біологічної статі ставала відомою після їх смерті, під час поховання. Переважна більшість таких святих жили у період раннього християнства та невдовзі після нього, тому дані про них є неповними і неточними. Загалом дослідники відносять до цієї категорії кілька десятків святих. Католицька і православна церкви не називає переодягання святих в одяг протилежної статі кросдресингом, але православна виділяє їх як «святих жон, які в чоловічому образі подвизалися».

## Термінологія
Протягом 20 століття до людей, що перевдягаються в одяг протилежної статі застосовувався термін «трансвестити», що був введений у 1911 році. У наш час цей термін вважається застарілим, і таких людей зараз називають кросдресерами.
В свою чергу, термін трансгендери з'явився лише в останній чверті 20 століття, і набув усталеного значення лише в 90-х. Він включає в себе також і кросдресерів. Для позначення святих використовуються усі три слова, часто як синоніми. Зазвичай, «трансвестити» зустрічаються у найбільш давніх статтях (наприклад, transvestite saints, holy transvestite, англ. transvestite nuns), а «трансгендери» — у найбільш сучасних.
Трансгендерність не варто плутати з гомосексуальністю, інтерсексуальністю або транссексуальністю. Також, цей термін у даному випадку не має на увазі гендерну самоідентифікацію людини, оскільки нам практично нічого невідомо щодо неї, а лише зовнішні гендерні прояви — одяг, зачіску, ім'я (гендерну презентацію).
Автор книги «Візантійська інтерсекційність: сексуальність, стать та раса в середні віки» Роланд Бетанкур стверджує, що нині вчені здебільшого ухиляються від вживання терміна «трансгендери», віддаючи перевагу лише таким трьом: «монахині-трансвестити», «святі-кросдресери» та «замасковані жінки» (англ. women in «disguise»). Утім, на його думку, терміни «трансвестит» та «кросдресер» є проблемними з декількох причин: зокрема через те, що термін «трансвестит» на сьогоднішній день має пейоративну конотацію, практично не використовується і вважається принизливим, особливо для ЛГБТІК+ спільноти, а термін «кросдресер» не має на увазі постійний характер, в той час як ті жінки Середньовіччя, що проживали у подобі євнухів-чоловіків, робили це до кінця життя, а тому застосування цього терміну невиправдане.

## Типологія і варіації сюжету

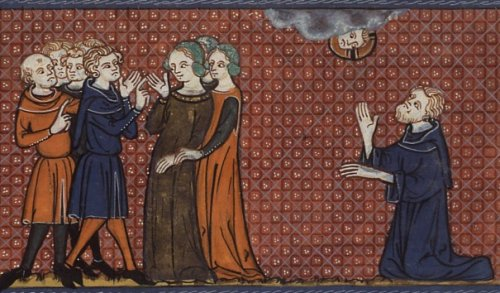
Святий Нонус (праворуч) молиться за Пелагію, яка оточена своїми коханцями.

Архетип монахинь, що переодягалися у чоловічий одяг, став популярним у візантійських житіях з V по IX століття, і звідти розповсюдився християнським світом, від коптських і армянських текстів до середньовічної Європи.
Історії святих-трансгендерів є схожими. Однією з найбільш відомих ранньохристиянських святих-трансгендерів є Свята Пелагія. Вона була танцюристкою і повією в Антіохії, відомою під іменем Маргарита, навернута в християнство святим Нонусом, після чого, бажаючи відмовитися від власного минулого, вона перевдяглася у чоловіче вбрання (з дозволу самого Нонуса), і переїхала до Єрусалиму, де до самої смерті жила у печері на Оливковій горі під іменем Пелагіус, здобувши славу за свій аскетизм і святість, і лише після смерті стала відома її біологічна стать.
За іншою версією, Маргарита втікала від небажаного шлюбу. Небажання укладати шлюб, спроба зберегти невинність і уникнути сексуальних контактів є дуже розповсюдженою причиною для перевдягання святих.

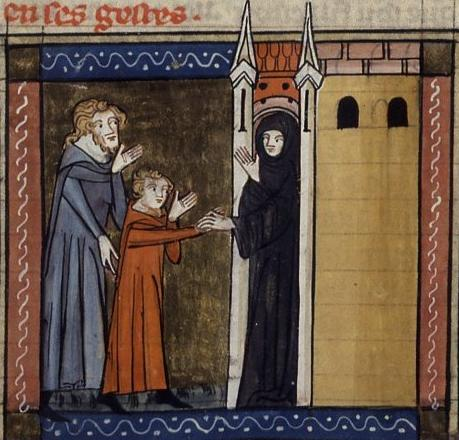
Тато приводить святу Марину, перевдягнену хлопчиком, до монастиря

Так, святі Марія Віфінська (свята Марина, святий Маринус), Єфросинія Александрійська, Євгенія Римська, Преподобна Аполінарія та багато інших намагалися уникнути шлюбу. Валері Хочкісс у своїй роботі каталогізувала 34 святих, і більше двох десятків з них вирішили жити чоловічим життям з цих причин.
Мотиви розриву з минулим також є розповсюдженими, але більш різноманітними. Так, Анастасія Антиохійська, після раптової загибелі двох дітей почала проводити багато часу в молитвах, аж допоки одного дня не отримала видіння, у якому незнайомець сказав їй, що її діти щасливо живуть у раю. Анастасія розповіла своєму чоловіку, Андронікусу, про це видіння, після чого вони вирішили залишити свою оселю і піти в Єгипет в служіння до святого Даніеля. Той розділив пару, відправивши Андронікуса в монастир в Табені, а Анастасію — жити анахоретом у чоловічому вбранні. Втім за іншою версією Анастасія жила при дворі Юстиніана I, але через ревнощі дружини імператора Феодори, вимушена була тікати до Александрії, де там вона заснувала монастир. Вже після смерті Феодори Юстиніан забажав розшукати і повернути Анастасію до імператорського двору, і, тікаючи знов, Анастасія дісталася скит, де з дозволу ченця Даниїла усамітнилася і 28 років прожила життям чоловіка у подобі євнуха. Справжня її стать була виявлена лише під час поховання.

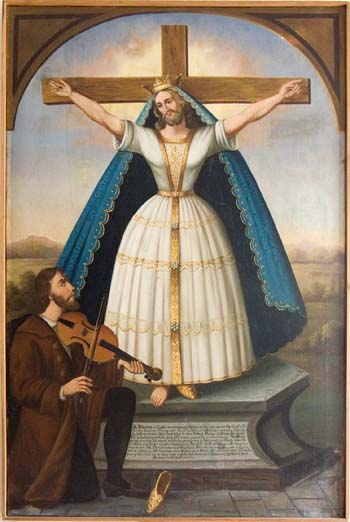
Розп'яття святої Вільгефортіс

Більш дивним мотивом є жінки, що чудесним чином відрощували бороду і вуса, щоб вберегтися від небажаного шлюбу. Найвідомішою такою святою є Вільгефортіс, проте окрім неї відомі ще принаймні дві таких святих: Свята Галла і свята Паула.
Більшість святих-трансгендерів дуже ретельно приховували свою стать, і могли йти на великі жертви заради збереження своєї таємниці. Так, у життєписі святої Марини є наступний показовий епізод: одна з парафіянок, вражена красою монаха Маринуса, спробувала звабити його, а отримавши відмову, звинуватила того у зґвалтуванні. Замість того щоб розкрити свою стать, і спростувати звинувачення, Марина покинула монастир і п'ять років жила як жебрак.
Втім є і виключення. Так, свята Текля, після того як чудесним чином вижила після цькування хижаками, прожила 8 днів з жінкою на ім'я Трифена, носячи чоловічий одяг (і не приховуючи свою особистість).
Практично завжди трансгендерність виражалася лише в одязі, зачісці і імені, проте були і більш незвичайні варіанти. Так, у своєму останньому видінні Свята Перпетуя опиняється посеред великого амфітеатру, після чого її одяг згоряє, і вона бачить своє тіло чоловічим.
У середні віки з'явилися нові варіації таких біографій, можливо через те, що більше таких життєписів було засновано на реальних подіях. Так, святою-трансгендером можна було стати випадково. Прикладом є історія святої Хільдегунд. Її тато вирушив у паломництво в Єрусалим, і, не маючи на кого лишити доньку, взяв її з собою, перевдягши у хлопчика. Під час подорожі він загинув, а Хільдегунд, все ще в образі хлопчика Джозефа, переживши багато пригод, повернулася додому, зустрілася з Папою і пішла до монастиря.

## Походження мотиву
Загалом, популярність таких житій є незвичайною, оскільки церква того часу (як і зараз) засуджувала подібні зміни гендерних ролей. Навіть у Біблії прямо написано: Не буде чоловіча річ на жінці, а мужчи́на не зодягне́ жіночої одежі, бо кожен, хто чинить це, — огида він для Господа, Бога свого. (Втор. 22:5). Але при цьому багато з біографій (наприклад, святих Пелагії, Марини і Анастасії) зазначають, що священники дали згоду чи навіть самі запропонували жінкам жити життям чоловіків.
Втім, до жінок, що перевдягалися в чоловіків ставлення було традиційно більш поблажливе. Верн Буллоу пов'язує це з загальним ставленням до жінки як до неповноцінного чоловіка (думка, що була висловлена ще Арістотелем і Галеном, і досягла свого розквіту у середньовіччі, відома зараз як теорія однієї статі). Відповідно, жінка, що намагається бути схожою на чоловіка, йде по шляху раціональності і удосконалення, тоді як чоловік, що перевдягається жінкою — навпаки. Також, перевтілення чоловіка у жінку більш стійко асоціювалося з гомосексуальними мотивами або чаклунством.
Прикладом перевдягання святого-чоловіка у жіночий одяг може бути лише анекдотичний випадок, коли недоброзичливці поклали біля ліжка святого Єроніма жіночий одяг, який він за неуважністю вдягнув вранці, і пішов так до церкви, через що оточуючі подумали, що він провів ніч з жінкою.
З іншого боку, саме існування багатьох ранньохристиянських святих часто береться під сумнів. Так, один з засновників критичної агіографії, Іполіт Дельє припускав, що більшість з розповідей є насправді варіаціями життєпису однієї і тієї ж святої Пелагії. Проте, гіпотеза, що всі ранньохристиянські святі-кросдресери є однією святою вважається сумнівною, оскільки, з одного боку, різні життєписи мають забагато унікальних деталей, щоби бути варіаціями однієї історії, а з іншого — деякі з них, наприклад Текля і Євгенія, є давнішими за Пелагію.
Утім, деякі з них могли утворити таким чином. Так, біографія святої Маргарети комбінує у собі деталі з життя святої Пелагії (Маргарити) і святої Марини.
Деяких з святих-трансгендерів можна ототожнити з язичницькими божествами. Германн Узенер, перший з дослідників, що висловив цю гіпотезу, помітив, що імена багатьох з таких святих збігаються з епітетами Афродіти, яка у деяких культах (наприклад, на Кіпрі) мала виражені бісексуальні риси, а її ритуали поклоніння включали в себе перевдягання. Втім, не всіх святих-кросдресерів можна пов'язати з нею або іншими язичницькими божествами.
Ще одним ймовірним джерелом образів можуть бути грецькі романи того часу, проте багато з них є втраченими, тому чітке зіставлення зробити важко.
Інший підхід до проблеми використала у своїх роботах Марі Делькур. Вона пов'язувала сюжети про святих-кросдресерів не з більш давніми легендами, а з пануючими у перших століттях нашої ери у християнському середовищі гностичних ідеях, де андрогінність є ідеальним станом. Навіть сам Бог вважається андрогіном у деяких течіях гностицизму. Ритуали деякі гностичних сект також включали в себе обрізання волосся жінкам і перевдягання в чоловіків.
Іншим яскравим прикладом християнської течії, що заохочувала перевдягання є вчення святого Євстафія, що стало причиною скликання Гангрський собор 340 року. Окремим пунктом рішення собору було анафемування жінок, що перевдягаються в чоловічий одяг, оскільки така поведінка була популярною серед його послідовників. У 691—692 роках Трулльський собор видав 47 правило, яке забороняє жінкам ночувати в будь-якому чоловічому монастирі, відлучаючи їх за це від Церкви.

## Думки церков

### Римо-католицька церква
Римо-католицька церква категорично відкидає те, що люди можуть вибирати свій гендер. У 2019 році Ватикан опублікував свій перший великий документ з гендерними питаннями. Книга має назву «Чоловіком і жінкою він їх створив», що є цитатою із книги Буття про створення Богом Адама і Єви. У документі, виданому департаментом Ватикану, що контролює католицьку освіту, повторюються минулі заяви Папи Франциска. Він стверджував, що прийняття гнучких уявлень про гендер становить загрозу для традиційних сімей і ігнорує природні відмінності між чоловіками та жінками. Також у цьому документі незадоволені «закликами до суспільного визнання права вибору статі та безлічі нових типів союзів, що прямо суперечить моделі шлюбу як союзом між одним чоловіком і однією жінкою, і який зображується як пережиток патріархального суспільства».

### Православ'я
Православна церква визначає список з 12 святих жінок, що подвизалися в чоловічій подобі: Пелагія, Євгенія, Марія (Марин), Аполінарія (Дорофей), Анна (Євфіміан), Єфросинія (Смарагд), Матрона (Вавіла), Сусанна (Іоанн), Єфросинія молодша, Афанасия, Теодора і Анастасія Патрикія.
У Російській Православній церкві почуття приналежності до протилежної статі вважається хворобливим, і не схвалюється, відповідно гендерна термінологія не використовується для опису цих жінок.